# Saint-Jean-de-la-Lande
Pour l'ancienne municipalité située en Chaudière-Appalaches, voir Saint-Jean-de-la-Lande (Saint-Georges).
Saint-Jean-de-la-Lande est une municipalité dans la municipalité régionale de comté du Témiscouata  au Québec (Canada), située dans la région administrative du  Bas-Saint-Laurent.

## Histoire
Entre 1915 et 1918, un groupe d'étudiants procèdent à l'arpentage d'une partie du canton de Robinson.  Au début des années 1920, quelques squatters néo-brunswickois s'installent à cet endroit, rapidement suivis par des familles de Sainte-Rose-du-Dégelé (Dégelis), qui occupent une bande de terre le long du ruisseau Baker, puis par des gens de Montréal, de Québec, de la Beauce, de Bellechasse.  En 1923, la mission de Saint-Maur est instituée, nom qui rappelle la proximité de la paroisse de Saint-Benoît-de-Packington, saint Benoît de Nursie ayant été le maître de saint Maur (vers 512-584). La mission de Saint-Maur était installée tout près du pont Romain-Caron sur la droite en descendant la rivière Meruimticook. L'église était à la fois école et église. Les enfants d'Alcime Soucy (Eddy, Prime, Fred) l'ont fréquentés. Il faut aussi ajouter que deux moulins à scie étaient en opérations dans les années 1920/1930 sur les rives de la rivière Méruimticook à quelques mètres du pont Romain-Caron sur le site du nouveau pont. La présence de ces deux moulins a stimulés la venue de nouveaux colons et le développement de la mission de St-Maur.  L'un des moulins appartenant à M. Thibeault a laissé son nom à ce lieu qui porte maintenant le nom de Lac Thibeault. 
Bien avant la fondation de Saint-Maur et de Saint-Jean-de-la-Lande, des habitants provenant surtout du Nouveau-Brunswick ce sont installés sur la frontière du Québec dans un endroit dit Boundry (Frontière) ou encore appelé le Coin. Ce bourg, à cheval sur la frontière des deux provinces est habité depuis la fin des années 1800. La construction du chemin de fer qui passe à cet endroit est à l'origine de ce développement. Un hôtel, deux magasins généraux et une gare ont déjà été en opérations à Boundry.
À compter de 1932, le nom de la mission est modifié en Saint-Jean-de-la-Lande, en raison de la canonisation, en 1930, du martyr normand Jean de La Lande qui a vécu de 1620 environ à 1646. La mission déménage alors son église sur les collines du rang VIII et IX à son emplacement actuel. Érigée canoniquement en 1964, la paroisse verra son nom retenu pour identifier la municipalité créée l'année suivante. Cette église fut construite par les premiers colons tel que Gratien Belzile et ses frères Alphonse et Paul-Émile. Le bois de construction utilisé pour bâtir l'église a été préparé par Damase Lang, un résident du lac Baker, qui opérait à cette époque au moulin à scie au rang VIII et IX sud à la frontière du Nouveau-Brunswick et du Québec.
En 2011, la municipalité de Saint-Jean-de-la-Lande perdra l'un de ses pionniers et ancien maire de la paroisse : Robert Belzile, il était arrivé en 1932 âgé de 6 ans avec ses parents Charles Belzile, Adèle Thibault ainsi que ses frères et sœurs : Alphonse, Jean-Charles, Gratien, Paul-Émile, Agnès, Germaine, Aurèle, Ivanhoe, Lina et Fernand. Ils étaient de Saint-Clément (comté de Rivière-du-Loup). Robert y est demeuré plus de 79 ans. Il y sera demeuré toute sa vie durant. 
St-Jean-de-la-Lande possède sur son territoires deux cours d'eau importants, le lac Meruimticook et le lac Baker.  En plus, des rivières irriguent ses vallées profondes.
La population jeannoise se compose principalement de cultivateurs, de travailleurs d'industrie et d'ouvriers de chantiers.
Saint-Jean-de-la-Lande est l'une des localités organisatrices du Ve Congrès mondial acadien en 2014.

## Patrimoine

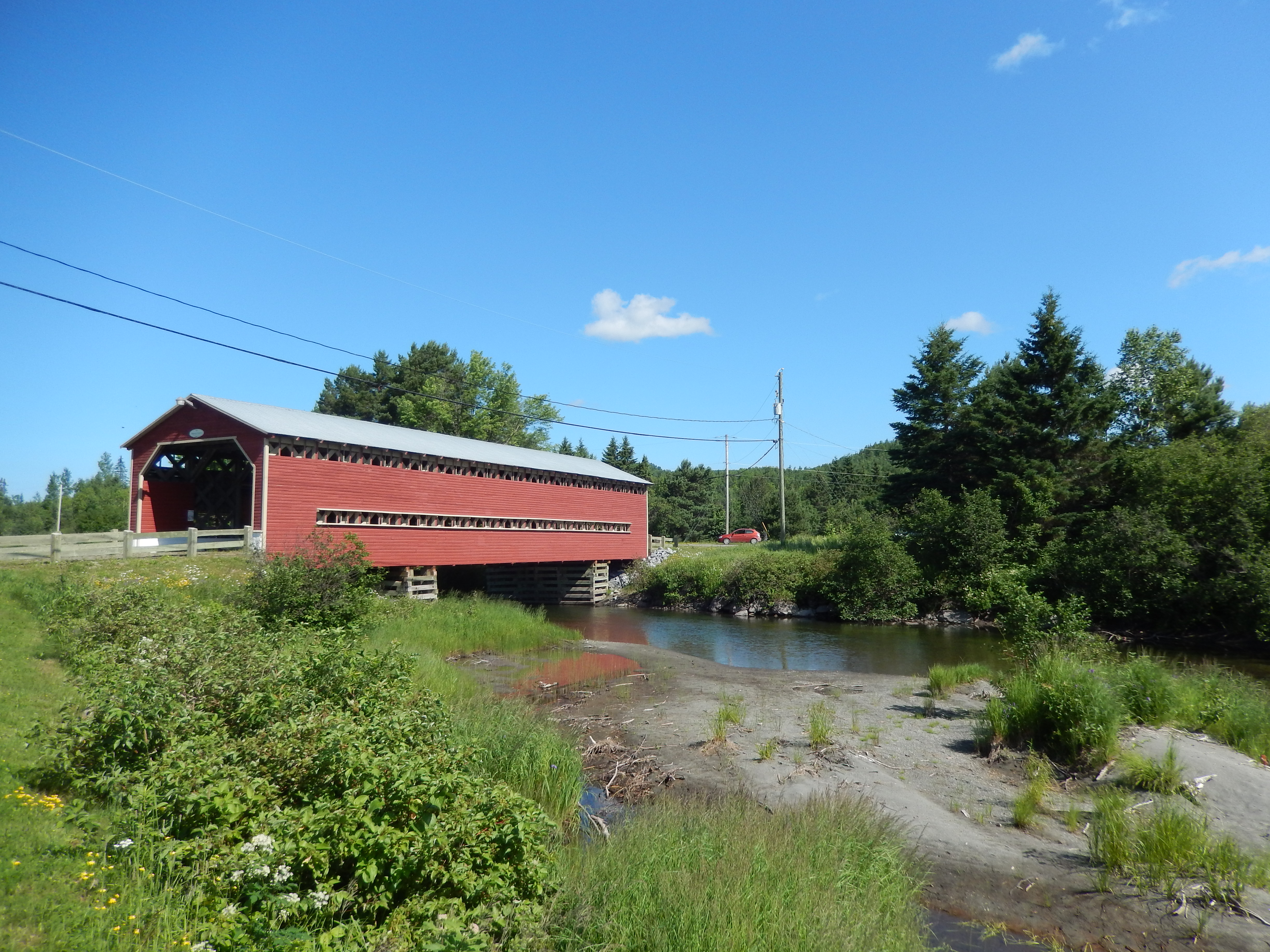
Le pont Romain-Caron en juillet 2014

La municipalité abrite un petit pont couvert, le pont Romain-Caron, protégé depuis 2006 à titre d'immeuble patrimonial cité par la municipalité.  Des projets de mise en valeur de ce pont sont régulièrement proposés.
Le pont Romain-Caron, construit en 1940, est un pont couvert en bois, de type Town élaboré. La valeur patrimoniale du pont Romain-Caron réside dans sa rareté : il est le dernier pont couvert du Témiscouata. Les ponts de type Town sont composés de fermes faites de madriers entrecroisés formant un large treillis dont les pièces sont reliées les unes aux autres par des chevilles de bois dur. Dans la variante de type Town élaboré, les chevilles de bois sont remplacées par des clous et les dimensions des madriers sont réduites. De plus, la structure est renforcée grâce à l'ajout de poteaux verticaux. Le pont Romain-Caron est conçu selon cette variante. Ce pont, d'une largeur exceptionnelle (31,85 mètres), est dans un excellent état de conservation. 
La valeur patrimoniale du pont Romain-Caron réside également dans son intérêt commémoratif. En effet, ce pont a été nommé ainsi en l'honneur de Romain Caron (1899-1988),l'un des pionniers de Saint-Jean-de-la-Lande.  À la suite de la destruction de l'ancien pont en 1933, Romain Caron a assuré la traversée de la rivière en canot pendant 42 jours et a par la suite construit de ses mains le pont actuel, en 1940.

## Géographie

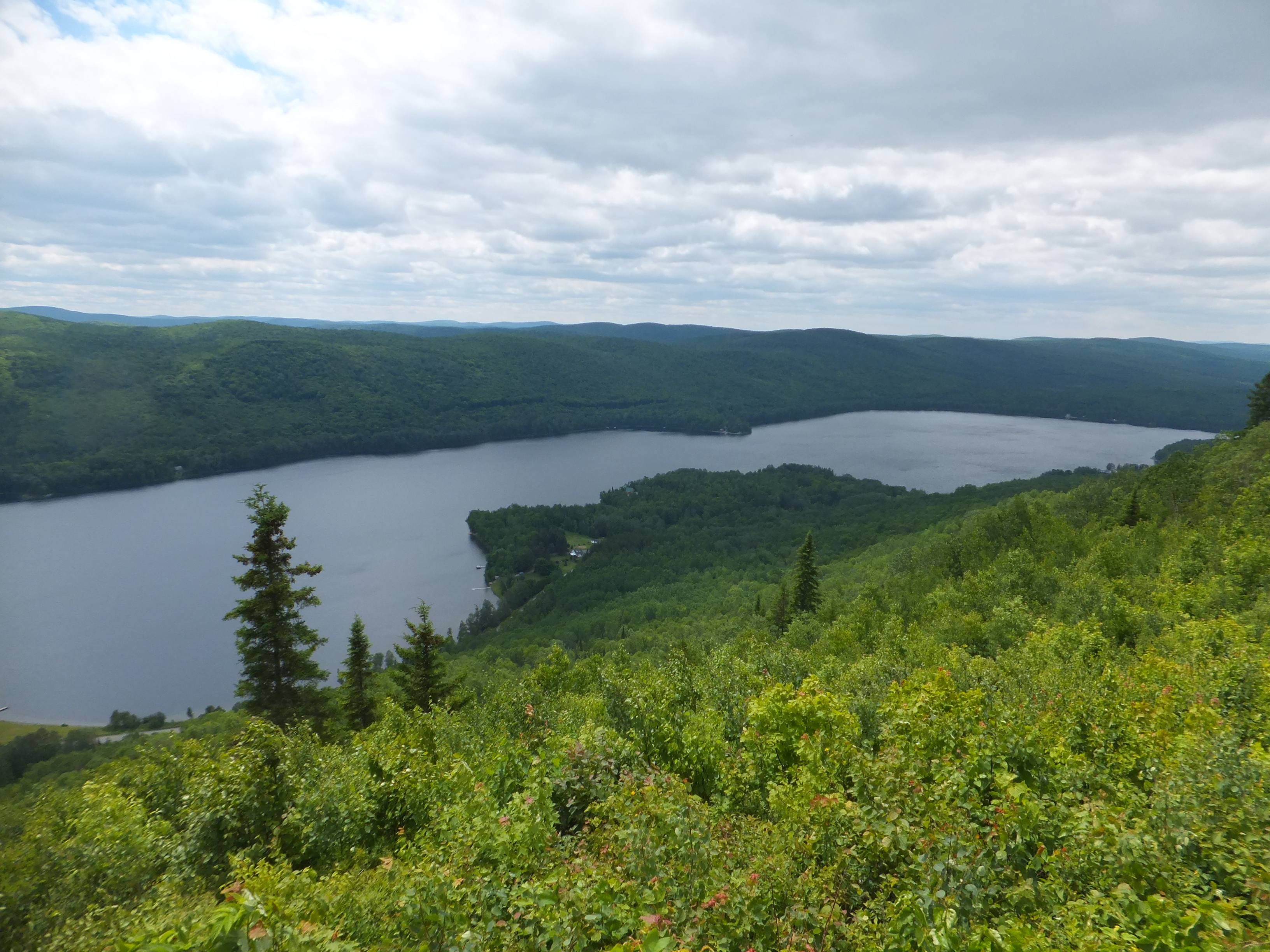
Le lac Meruimticook à Saint-Jean-de-la-Lande

Le ruisseau Baker Nord traverse la municipalité du nord-ouest vers le sud-est.

## Démographie
| 1996 | 2001 | 2006 | 2011 | 2016 | 2021 |
| ---- | ---- | ---- | ---- | ---- | ---- |
| 323  | 296  | 293  | 310  | 248  | 232  |

## Administration

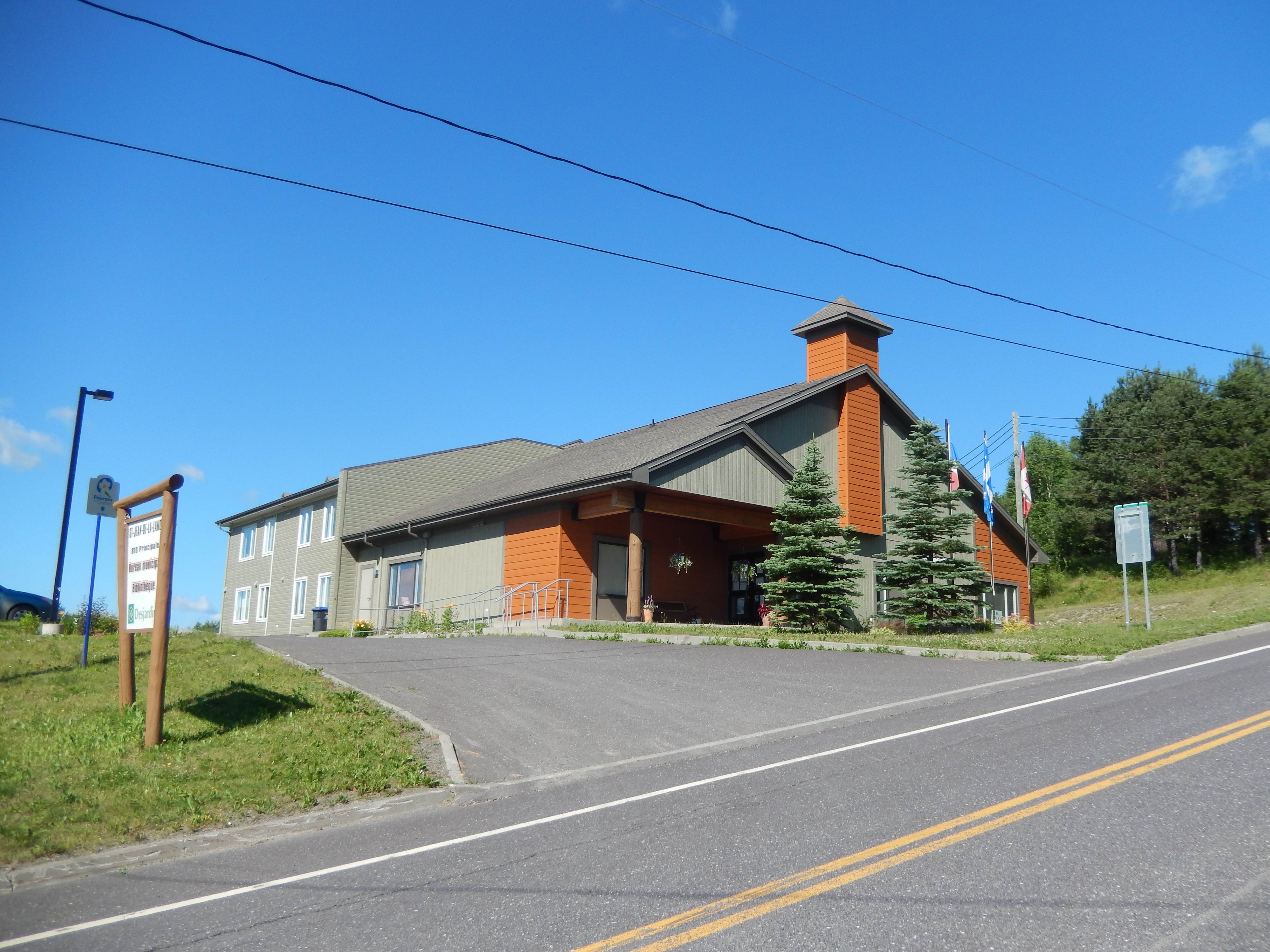
La mairie de Saint-Jean-de-la-Lande en juillet 2014

Les élections municipales se font en bloc pour le maire et les six conseillers.
| Saint-Jean-de-la-Lande Maires depuis 2001                                                                            |                            |         |          |
| Élection | Maire                      | Qualité | Résultat |
| 2001 | Nicole Saint-Pierre        |         | Voir     |
| 2005 | Nicole Saint-Pierre        | Voir    |          |
| 2009 | Serge Boulet               |         | Voir     |
| 2013 | Aucun candidat à la mairie |         | Voir     |
| n/d | Jean-Marc Belzile          |         | Voir     |
| 2017 | Jean-Marc Belzile          | Voir    |          |
| 2021 | Léo-Paul Charest           |         | Voir     |
| Élection partielle en italique Depuis 2005, les élections sont simultanées dans toutes les municipalités québécoises |                            |         |          |